# Leopold H. Haimson
Leopold Henri Haimson, né le 28 avril 1927 et décédé le 18 décembre 2010, est un historien américain, professeur émérite à l'Université Columbia. Il y enseigne depuis 1965 l'histoire de la Russie en tant que membre du Russian Institute. 

## Recherches
Leopold Haimson a été membre de l'Université de Chicago, directeur d'un projet inter-universitaire sur l'histoire du mouvement menchevique et professeur à l'Université Stanford. Il a publié de nombreux ouvrages et articles sur l'histoire de la Russie, en particulier sur le mouvement menchevique. Par ses travaux en histoire sociale, il a été précurseur du mouvement « révisionniste » dans le domaine de la soviétologie.
Leopold Haimson a étudié la crise politique et sociale en Russie impériale de la Révolution russe de 1905 jusqu’à la Révolution de février 1917, pour tenter d'éclaircir le lien entre réformes tsaristes, guerre et révolution. Il conteste en particulier la thèse selon laquelle, si la guerre n'était pas survenue, la Russie aurait peu à peu évolué vers un système à l’« occidentale ». Haimson met en évidence les limites des réformes et les tensions qui traversaient la société russe déjà à la veille de la guerre et que cette dernière n’a fait qu’exacerber. Considérant le système parlementaire et politique, il remet en question l’existence d’une véritable société civile en Russie. D'autre part, les paysans étaient hostiles aux réformes de Stolypine, car les valeurs agraires russes étaient difficilement réductibles à un modèle simpliste de propriété privée. 
Alessandro Stanziani considère que Haimson surestime « la force du mouvement ouvrier et des grèves ouvrières […] afin de rendre compte de l’échec du régime de Février ».

## Ouvrages
- (en) avec David MacDonald, Russia's Revolutionary Experience, 1905-1917: Two Essays, Columbia University Press, 2005.
- (en) avec Charles Tilly (dir.), Strikes, Wars, and Revolutions in an International Perspective: Strike Waves in the Late Nineteenth and Early Twentieth Centuries, Cambridge University Press, 2002.
- (en) avec Giulio Sapelli (éd.), Strikes, Social Conflict, and the First World War: An International Perspective, Milan, Feltrinelli, 1991.
- (en) (éd.), The Making of Three Russian Revolutionaries: Voices from the Menshevik Past, Cambridge University Press, 1988.
- (en) The Politics of Rural Russia, 1905-1914, Indiana University Press, 1979.
- (en) The Mensheviks: From the Revolution of 1917 to the Second World War, University of Chicago Press, 1975.
- (en) Russian Marxists and the Origins of Bolshevism, Cambridge, Harvard University Press, 1955.